# Mossel Bay
Mossel Bay (Mosselbaai en afrikaans) est une ville portuaire d'Afrique du Sud, au bord de l'océan Indien dans la province du Cap-Occidental. Siège de la Municipalité locale homonyme. Elle est située entre le cap de Bonne-Espérance et le village de Humansdorp, sur la route touristique des jardins qui mène jusqu'à Port Elizabeth.
C'est dans cette baie que l'explorateur portugais Bartolomeu Dias accoste le 3 février 1488. Elle est alors baptisée Aguada de São Brás (Baie de saint Blaise). C'est le navigateur néerlandais Paulus van Caerden qui rebaptise l'endroit Mosselbaai (Baie des moules) en 1601 du fait qu'il y trouva des moules en abondance.

## Démographie
Selon le recensement de 2011, la ville de Mossel Bay compte 29 887 habitants, majoritairement issus des populations coloureds (51,46%). Les Blancs et les Noirs représentent respectivement 34,25% et 12,71% des habitants. L'afrikaans est la langue maternelle de 81,47% des habitants.
La zone urbaine comprenant Mossel Bay et les townships de KwaNonqaba, Isinyoka et Asazani compte 59 031 habitants, majoritairement Coloureds (40,9%). Les Noirs et les Blancs représentent respectivement 40,1% et 17,6% des habitants de cette zone urbaine.

## Historique

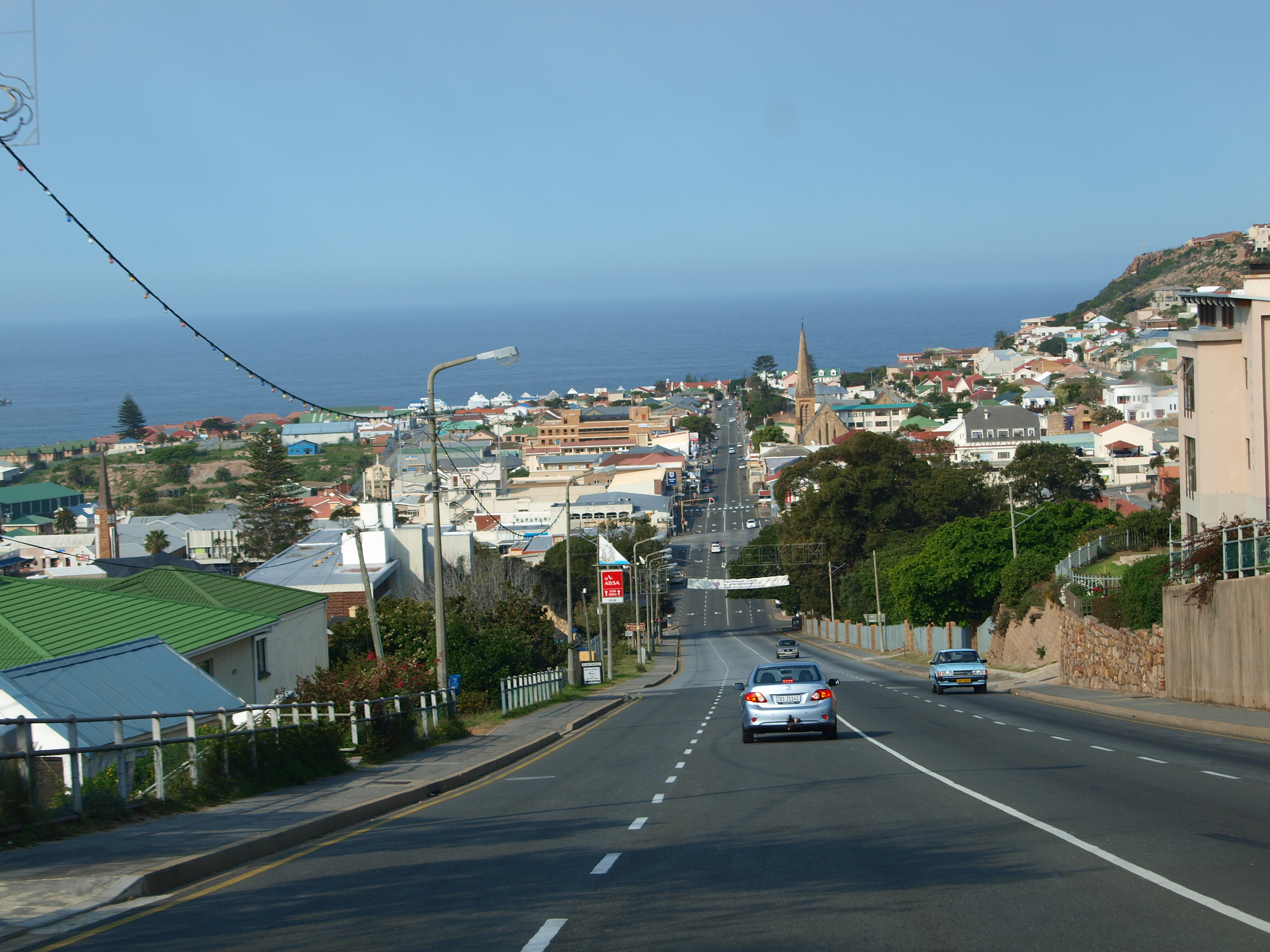
Centre-ville de Mossel Bay.

Les Khoïkhoïs furent les premiers habitants de la Baie ainsi qu'un autre peuple pastoral appelé « Gouriqua ».
Le premier contact avec les Européens eut lieu en 1488 quand Diaz rencontra les Khoisans sur la plage des Saints (Santos Beach aujourd'hui rebaptisée « Madiba » en l'honneur de l'ancien président Nelson Mandela). Diaz y érigea une croix et baptisa l'endroit au nom de saint Blaise.
Les premiers contacts commerciaux se font en 1497 entre Vasco de Gama et les Khoi-San. La Baie sera ensuite utilisée pendant des décennies par les navigateurs portugais comme station de ravitaillement à mi-chemin de la route des Indes. Les Portugais se fournissaient auprès des Khoi-San en eau et nourriture. Dès 1500, la baie fait office de bureau de poste par le biais d'une chaussure dans laquelle les marins en chemin vers les Indes laissaient aux marins de retour des Indes, du courrier à remettre à leur famille. voir arbre à Poste
Vers 1501, une petite chapelle est érigée par João da Nova. C'est en 1729 que les premiers Blancs s'établissent à Mossel Bay, 77 ans après la fondation du Cap en 1652. En 1848, elle obtient le statut de ville puis de municipalité en 1852.

## Tourisme

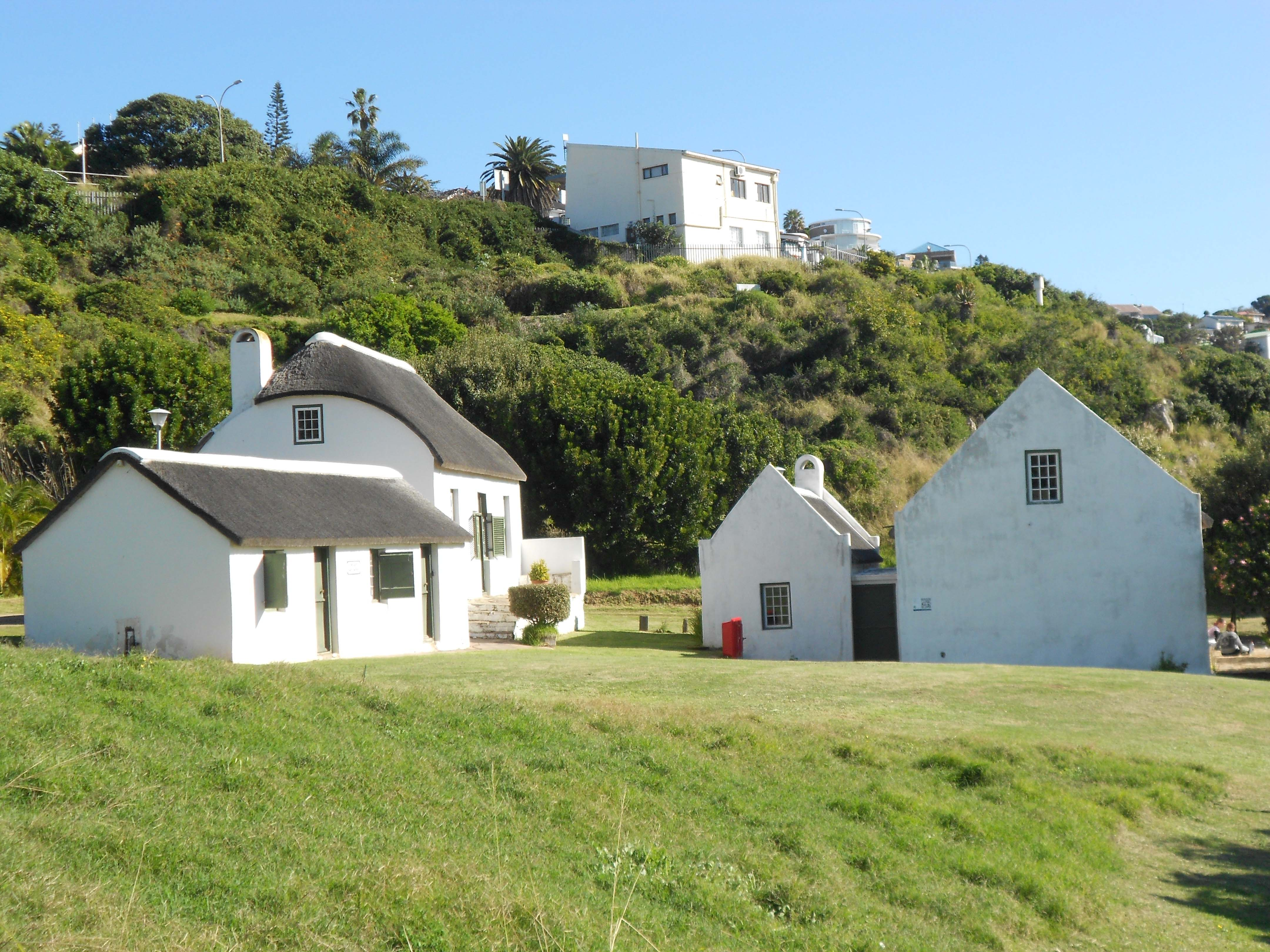
Cottages du Musée Diaz.

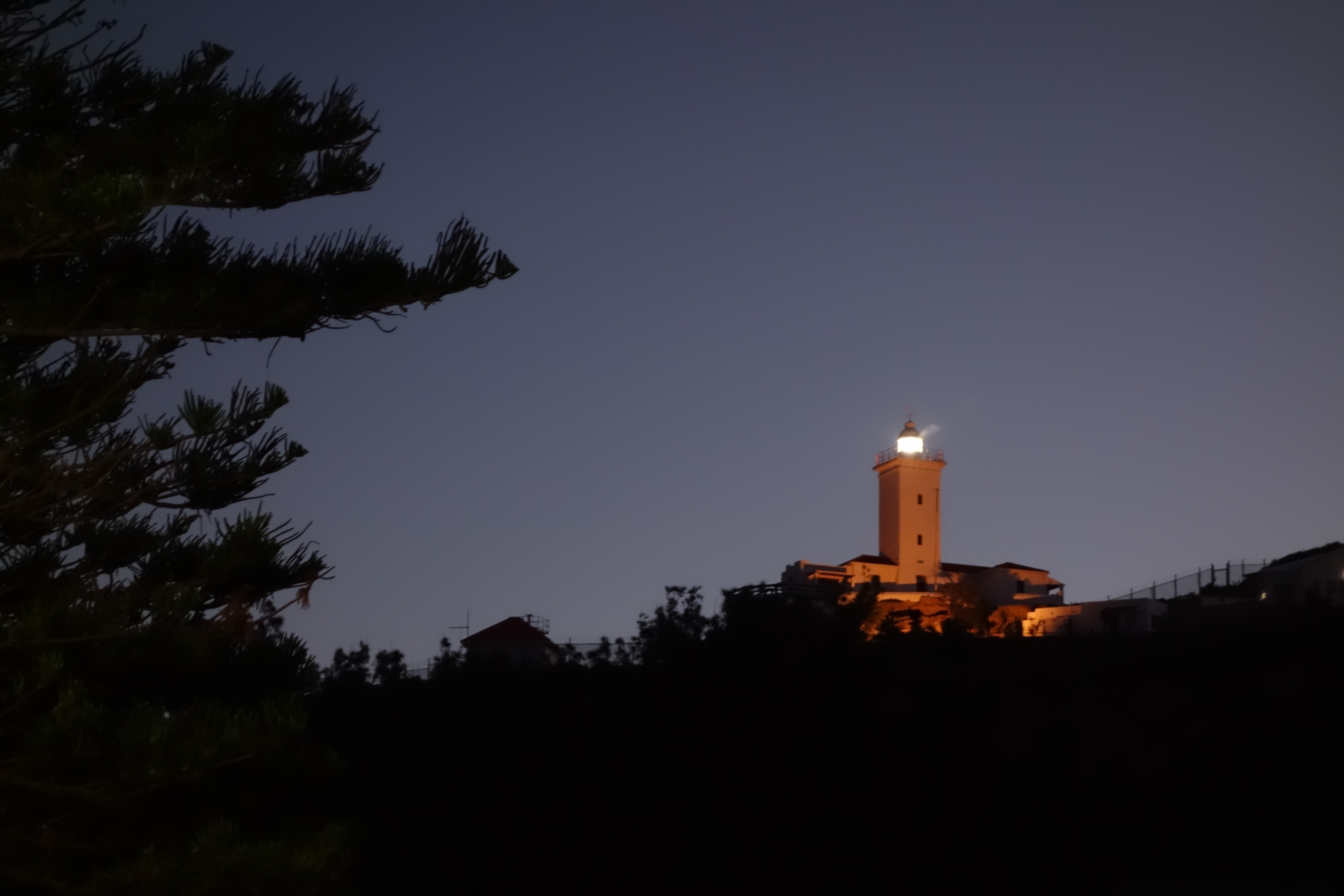
Phare du cap Saint-Blaize, Mossel Bay.

Le Musée Diaz est consacrée à l'histoire de Mossel Bay. Il regroupe notamment le musée maritime et sa reproduction de la caravelle de Diaz, l'exposition sur la vie culturelle des communautés de couleurs à l'époque de l'apartheid, le musée du coquillage, un aquarium abritant notamment un spécimen de grand requin blanc et les plus vieilles maisons de la ville.

## Industrie
Une zone industrielle a été créée treize kilomètres à l'ouest de la ville (lieu-dit Mossdustria) en 1987, constituée par l'usine et les réservoirs de la PetroSA (Mossgas project). Liée à l'exploitation offshore de gisements de gaz naturel, l'usine transforme le gaz en carburant liquide (synfuel) selon le procédé Gas to liquids dit procédé Fischer-Tropsch.
Au large de la baie, un terminal vrac liquide a été aménagé, avec deux bouées (Marine Tanker Terminal Single Point Mooring Buoy), permettant l'exportation du synfuel et de l'alcool.